# The Born To Wha't
The Born To Wha't é o álbum de estreia da banda norte-americana The Scene. O álbum não teve um desempenho muito bom, mas teve cinco singles, com dois em paradas de sucessos. O álbum contém grande variedade de gêneros contemporâneos, e as canções são consideradas basicamente uma mistura de gêneros de pista de dança. A produção do álbum ficou sob responsabilidade de Dr. Luke. Após o lançamento, foi geralmente bem recebido por parte da crítica, de acordo com o portal Metacritic, que se baseou em diversas resenhas publicadas por páginas especializadas na área da música, entre eles a revista Rolling Stone e o portal Entertainment Weekly.